# レニー・ロブレド
マリア・レオノール・"レニー"・へローナ＝ロブレド（英語: Maria Leonor "Leni" Gerona-Robredo、出生名: マリア・レオノール・サント・トマス・へローナ（Maria Leonor Santo Tomas Gerona）、1965年4月23日 - ）は、フィリピンの弁護士、政治家。2016年6月～2022年6月まで同国の副大統領を務めた。

## 来歴
1965年4月23日にルソン島南部のビコル半島に位置するナガに誕生する。2013年6月にビコル地方のカマリネス・スール州の代議院議員になり、夫のジェシー・ロブレドと同様にレニーは、汚職・不正の追放と貧困問題の解決に真摯に取り組んできたことで定評がある。フィリピン大学卒業後は子育てをしながら司法試験の勉強をし、試験に合格して弁護士になってからは、貧困層の人々の法律相談をしていた。
2016年5月に実施された大統領選挙にてベニグノ・アキノ3世陣営から出馬し、ボンボン・マルコスらを退けて副大統領に当選して6月30日に就任した。しかしドゥテルテ大統領はマルコス家と長い付き合いがあったため、ロブレドとの面会はしばらく行われなかった。同年7月より閣僚級の住宅都市開発調整委員会委員長を兼任した。
同年11月にフェルディナンド・マルコス元大統領の遺体をマニラ首都圏タギッグ市の英雄墓地（リビンガン・ナン・マガ・バヤニ）に埋葬することを決定したドゥテルテ大統領に対し、マルコス政権下の戒厳令で苦しんだフィリピン国民を侮辱する行為だとして批判した。
また、ドゥテルテの超法規的殺人を伴う麻薬戦争にも反対するなど両者の対立は深まっていき、ドゥテルテが閣議に参加しないよう発言したことをきっかけに、12月5日に住宅都市開発調整委員長の辞表を提出した。ドゥテルテはこれを受理したが、副大統領職には留まった。
2021年10月7日、2022年フィリピン大統領選挙に出馬することを表明した 。結果、ボンボン・マルコスに2倍以上の差を付けられ、敗れた。

## 家族
1987年6月にジェシー・ロブレド元自治大臣と結婚し、3人の子女が誕生した。しかし2012年8月にジェシーは飛行機事故で死亡した。